# 叉舌垂头菊
叉舌垂头菊（学名：Cremanthodium thomsonii）为菊科垂头菊属的植物。分布于尼泊尔、锡金以及中国大陆的西藏、云南等地，生长于海拔3,500米至4,600米的地区，常生于林下、高山草地、草坡及高山流石滩，目前尚未由人工引种栽培。